# Egor Popov
Egor Paul Popov (Kiev, 6 de fevereiro de 1913 — Berkeley, Califórnia, 19 de abril de 2001) foi um engenheiro ucraniano.
Em 1927 fixou residência nos Estados Unidos. Diplomado em engenharia civil pela Universidade de Berkeley, com mestrado no Instituto de Tecnologia de Massachusetts e doutorado na Universidade Stanford, em 1946.
Recebeu a Medalha Theodore von Karman de 1989.

## Publicações
- Introduction to Mechanics of Solids, Prentice Hall, 1968. ISBN 0130487767
- Mechanics of Materials, 2nd ed., Prentice Hall, 1976. ISBN 0135713560
- Engineering Mechanics of Solids, 2nd ed., Prentice Hall, 1998. ISBN 0137261594